# Camera proporzionale a multifili

Sezione trasversale delle superfici equipotenziali in una MWPC

superfici equipotenziali e linee del campo elettrico in una MWPC

Una camera proporzionale a multifili (indicata anche con l'acronimo MWPC, dall'inglese MultiWire Proportional Chamber) è un rivelatore di particelle in grado di misurare la traiettoria di una particella che interagisce con il gas contenuto nella camera. Ideato nel 1968 al CERN da Georges Charpak, ha valso al suo inventore il Premio Nobel per la fisica nel 1992.

## Costruzione
Il rivelatore è formato da centinaia di fili allineati, mantenuti ad alta tensione positiva, tra due piani metallici mantenuti al potenziale di massa, paralleli ed equidistanti dal piano dei fili. I fili funzionano da anodi, mentre i piani da catodi. L'intuizione di base avuta da Charpak fu che ogni filo funzionasse come un contatore proporzionale.
La prima camera di questo tipo era formata da fili del diametro di 20 micrometri, realizzati in una lega oro-tungsteno e spaziati tra loro di 2 millimetri. La distanza tra il piano anodico e i due piani catodici era di 6 millimetri. La miscela di gas usata era argon-isobutano, la tensione applicata ai fili di 4 kV. La risoluzione spaziale ottenuta era di 0.7 mm.

## Funzionamento

### Ionizzazione primaria e migrazione
Il passaggio di una particella ionizzante attraverso la camera ionizza il gas, creando, lungo la sua traccia, delle coppie elettrone - ione positivo. Gli elettroni creati da questa ionizzazione primaria migrano verso i fili anodici, sotto l'influsso del campo elettrico, mentre gli ioni a carica positiva migrano verso i piani catodici.
A sufficiente distanza dagli anodi il campo è approssimativamente costante come quello di un condensatore a facce piane e parallele. In prossimità degli anodi il campo generato dal singolo filo prende il sopravvento su quello generato dai rimanenti: il campo diventa molto più intenso ed è ora approssimabile mediante un campo radiale, come quello di un contatore proporzionale.
Il segnale indotto sugli elettrodi durante la migrazione è trascurabile, in quanto le cariche in gioco sono pochissime.

### Ionizzazione secondaria
In prossimità dei fili anodici l'energia che gli elettroni acquistano nel cammino libero medio, accelerati da campi elettrici localmente più intensi, è ora sufficientemente grande da creare nuove coppie elettrone - ione alimentando una ionizzazione secondaria.

### La moltiplicazione a valanga
Il concatenarsi di eventi di ionizzazione durante la deriva dà luogo a un'amplificazione del fenomeno che porta alla formazione di una valanga Townsend. Il guadagno dell'amplificazione dipende dai valori assunti dalla differenza di potenziale tra anodo e piani catodici. Per un opportuno range intermedio di valori della tensione, la ionizzazione secondaria è strettamente correlata a quella primaria e il rilevatore lavora in regime proporzionale.
Le MWPC possono lavorare anche in regime Geiger o in regime semi-proporzionale, per avere dei segnali indotti più alti e quindi diminuire il costo dell'elettronica. In questo modo però si perde totalmente o parzialmente le informazioni riguardanti l'energia della radiazione primaria.

### Caratteristiche e rilevazione del segnale
Sul filo anodico più vicino viene indotto un segnale negativo, mentre su quelli circostanti un segnale positivo più debole, mentre sul catodo un segnale positivo intenso. Il segnale prodotto ha le caratteristiche di un impulso asimmetrico: il tempo di salita, legato alla carica elettronica, è brevissimo, nell'ordine di pochi nS; quello di discesa, a causa della minore mobilità e della maggiore inerzia della carica ionica, è più lungo. Andando a rivelare su quale filo si è registrato il segnale anodico si ricava la posizione della ionizzazione primaria lungo la direzione trasversale ai fili. Per ottenere informazioni lungo la direzione parallela ai fili il catodo è spesso diviso in strisce indipendenti. L'impulso indotto sul catodo è proporzionale alla distanza tra il catodo e la valanga. Usando il metodo del centro di gravità della carica si riesce a ricavarne la posizione lungo l'asse parallelo ai fili. La risoluzione spaziale ottenibile è direttamente proporzionale alla spaziatura dei fili. Con un conto approssimativo, che ipotizza una distribuzione uniforme del segnale sui fili anodici la risoluzione dovuta solo alla statistica è {\displaystyle d/{\sqrt {12}}} dove {\displaystyle d} è la spaziatura tra i fili.

## Tensione dei fili
Un problema notato fin dai suoi primi sviluppi è quello della tensione meccanica che deve essere applicata ai fili che, essendo allo stesso potenziale, si respingono reciprocamente, situazione che può rendere instabile il sistema può diventare e portare alla rottura dei fili. Si può dimostrare  che, per avere un sistema stabile, la tensione applicata sui singoli fili deve essere maggiore di:
{\displaystyle {\frac {1}{4\pi \varepsilon _{0}}}\left({\frac {CV_{0}L}{d}}\right)^{2}}
dove {\displaystyle C} è la capacità per unità di lunghezza del filo, {\displaystyle V_{0}} il suo potenziale, {\displaystyle L} la lunghezza e {\displaystyle d} la spaziatura tra i fili. Ovviamente esiste un limite imposto dalla tensione meccanica massima che i fili possono sopportare per cui gli altri parametri devono essere scelti di conseguenza. In pratica {\displaystyle CV_{0}} è la densità di carica per unità di lunghezza. Il fattore d al denominatore, ad esempio, impedisce a possibilità di aumentare indiscriminatamente la risoluzione spaziale riducendo la distanza tra i fili.

## Problemi ed evoluzioni
Nonostante la MWPC abbia rivoluzionato il campo dei rivelatori di particelle, essa ha mostrato alcuni problemi, che hanno portato a ulteriori sviluppi:
- fragilità: i fili sono molto delicati, lo spostamento o la rottura di un filo pregiudicano il corretto funzionamento dei vicini;
- costo: il numero di fili può essere molto alto (migliaia) e il costo per l'elettronica improponibile. Usare una catena elettronica per ogni filo può essere troppo costoso. Per questo, a volte, alcuni fili, o tutti, sono collegati tra di loro e il segnale è letto ai due capi del gruppo di fili. Usando il metodo della divisione della carica si può risalire alla posizione della particella al prezzo di una perdita di risoluzione;
- invecchiamento: i fili possono subire l'aggressione di radicali o acidi creatisi dalla miscela gassosa durante i processi di moltiplicazione, andando così incontro a processi corrosivi. Inoltre, soprattutto con l'uso di idrocarburi, si registrano fenomeni di polimerizzazione e di conseguente deposito sulle superfici degli elettrodi.
- sicurezza: il confinamento di idrocarburi in uno spazio interessato da un campo elettrico associato a potenziali di alcuni kV può comportare, anche a basse concentrazioni, qualche rischio per la sicurezza.
- perdita di guadagno in presenza di intensi flussi: gli ioni che si formano nei processi di moltiplicazioni in prossimità degli anodi sono interessati da un lento moto di deriva in direzione dei catodi. Ciò provoca una distribuzione di carica spaziale che, in corrispondenza di alti flussi di particelle ionizzanti, fa crollare l'intensità del campo elettrico e di conseguenza il guadagno del rilevatore.

Altri tipi di rivelatore che usano l'idea della camera a multifili sono:
- camera a drift (camera a deriva): usa il tempo di drift degli elettroni per misurare le posizioni, richiedendo un numero molto minore di fili;
- camera a proiezione temporale: usa due camere a multifili e misura anche il tempo di drift per la tracciatura in 3 dimensioni della traiettoria della particella;
- MSGC: i fili anodici sono sostituiti con dei contatti metallici deposti sopra un isolante solido.